# Menophra cretacaria
Menophra cretacaria är en fjärilsart som beskrevs av Hans Reisser 1958. Menophra cretacaria ingår i släktet Menophra och familjen mätare. Inga underarter finns listade i Catalogue of Life.